# Hydrovatus deserticola
Hydrovatus deserticola är en skalbaggsart som beskrevs av Guignot 1950. Hydrovatus deserticola ingår i släktet Hydrovatus och familjen dykare.

## Underarter
Arten delas in i följande underarter:
- H. d. deserticola
- H. d. joyceae